# 唐伯虎点秋香2之四大才子
《唐伯虎點秋香2之四大才子》（英語：Flirting Scholar 2）是一部於2010年出品的香港喜劇電影，由李力持擔任執導，以及由黃曉明、陳百祥、周立波、任賢齊和張靜初擔任演出。

## 主要演員

### 江南四大才子
| 演員   | 角色   |
| 黃曉明 | 唐伯虎 |
| 陳百祥 | 祝枝山 |
| 周立波 | 文征明 |
| 任賢齊 | 徐禎卿 |

### 唐府
| 演員   | 角色             |
| 朱咪咪 | 朱茜（唐伯虎母） |

### 華府
| 演員   | 角色   |
| 苑瓊丹 | 石榴姐 |

### 女鬼
| 演員   | 角色      |
| 張靜初 | 秋香/倩倩 |

### 其它
| 演員   | 角色       |
| 樊少皇 | 何飛       |
| 鄭祖   | 仁當       |
| 田啟文 | 和尚       |
| 羅家英 | 禿鷹捕頭   |
| 吳耀漢 | 老闆       |
| 李兆基 | 基老爺     |
| 林子聰 | 活潑小螳螂 |
| 張達明 | 對穿明     |

## 电影取消台湾上映
此電影原定於2010年7月16日在台灣上映，之後因故取消。